# Рибна промисловість України
Рибна промисловість — галузь харчової промисловості, підприємства якої зайняті виловом риби, добуванням морського звіра, морепродуктів та виробництвом з них харчової, медичної, кормової й технічної продукції. Рибна промисловість виготовляє продукцію 2000 найменувань, у тому числі Україна — понад 100.
Основні з них: риба морожена й охолоджена, солона, копчена, рибні консерви, рибне кормове борошно, нехарчова риба для потреб хутрового звірівництва і тваринництва, деякі види сировини для парфюмерно-косметичної, хіміко-фармацевтичної промисловості та інших галузей.

## Історія
В Російській імперії добували й обробляли рибу виключно вручну. Вилов її здійснювали у внутрішніх водоймах (1913 становив 80,2 % всього вилову риби в країні) та в прибережних районах Європейської Півночі й Тихого океану. В 1913 в Російській імперії було виловлено 1,1 млн т риби і добуто морепродуктів. За роки Радянської влади рибна промисловість перетворилася на високорозвинуту галузь харчової промисловості. Створено потужний рибопромисловий флот, оснащений найновішою технікою для розвідування, вилову риби та її обробки. Збудовано розвинуту берегову базу — рибні порти, суднобудівні верфі, судноремонтні та бондарні заводи, сітков'язальні фабрики, рибокомбінати, холодильники. Організовано океанічне й морське рибальство. Вилов значної частини риби та видобування морепродуктів здійснюється в Атлантичному, Північному Льодовитому, Тихому, Індійському океанах, водах Антарктики. В 1980 в СРСР виловлено риби, добуто морського звіра і морепродуктів 9,5 млн т (1940 — 1,4 млн т). Найважливіші центри рибної промисловості України — Севастополь, Керч, Одеса, Маріуполь, Бердянськ. У Севастополі, Керчі та Одесі створено велику базу океанічного рибальства в складі портів з комплексом підприємств з ремонту суден, виробничих знарядь лову, холодильників, консервних заводів. На підприємствах рибної промисловості республіки впроваджено найновіші машини, потокові і комплексно-механізовані лінії для обробки риби. В 1980 вилов риби, добування морського звіра і морепродуктів дорівнювали 934 тис. т (1940—139 тис. т). Велику увагу в Україні приділяють створенню сировинних ресурсів рибної промисловості (див. Рибництво). В одинадцятій п'ятирічці (1981—85) по СРСР передбачалося збільшити обсяг товарної рибної продукції (включаючи консерви) на 10—12 %, збільшити продуктивність внутрішніх водойм і морських районів, прилеглих до узбережжя СРСР, поповнити рибопромисловий флот новими високопродуктивними суднами. Науковими проблеми розвитку рибної промисловості в Україні займаються, зокрема, Азово-Чорноморський науково-дослідний інститут морського рибного господарства та океанографії в Керчі, Рибного господарства український науково-дослідний інститут у Києві, а також Інститут біології південних морів АН України у Севастополі та ін.

### Після відновлення незалежності
З кожним роком вилов риби в Україні істотно скорочується. На магазинних полицях більше 85 % від загального обсягу рибної продукції становить імпорт. Це при тому, що зовсім недавно українська рибна галузь входила в п'ятірку світових лідерів.
У зв'язку з цим ціни на рибу «злетіли» вгору, і українці, вибираючи між тим купити кілограм хека або кілограм свинини, часто віддають перевагу другому. Як наслідок споживання рибних продуктів за останні роки в Україні зменшилося в рази.
За даними Асоціації рибалок України в 1991 році Україна видобувала 1,1 млн тонн риби і мала 238 суден океанічного промислу, з яких 40 % були судна-заводи, які переробляли рибу на рибні продукти просто на борту. Імпорт морепродуктів і риби у вітчизняному продуктовому кошику на початку незалежності становив всього 10 %.
Але за 25 років ситуація істотно змінилася і не на краще. За ці роки в Україні майже в 15 разів скоротився вилов риби. У 2013 році він склав лише 216 тис. тонн, а в 2016-му — і зовсім 78,5 тис. тонн.
Істотне скорочення видобутку в 2013—2016 роках пов'язано з втратою Криму. При цьому сьогодні в Україні залишилося всього 5 океанічних суден, 4 з яких ходять під прапором Нової Зеландії і практично не працюють на український ринок, а ще одне — здається в оренду для лову криля в Антарктиці.
Як наслідок, імпорт рибної продукції в Україні сьогодні становить більше 85 % від всієї реалізованої в країні. Лідером з поставок риби та морепродуктів в Україні залишається Норвегія. За нею йдуть Ісландія і США.
Залежність від імпорту не лише поневолила український рибний ринок, а й диктує свої умови і ціни. Стрибки курсу валюти підняли ціни на рибу, роблячи її недоступною для основного споживача. В результаті обсяги продажів істотно знизилися. Якщо в 2013 році загальний обсяг реалізованої в країні імпортної рибної продукції склав 415 тис. тонн, то в 2015—227,4, а в 2016 році завезення імпорту трохи збільшилося, і склало 295,4 тис. тонн.
А ось обсяги видобутку в межах України залишають бажати кращого. За даними Державної служби статистики, в 2016 році вітчизняна рибна галузь видобула 88 443 тонн водних живих ресурсів, з яких риби 78 490 тонн. При цьому 22 тис. тонн доводиться на рибу, вирощену рибоводними господарствами.
Багато питань і до якості виловленої риби, особливо морської. З майже 36 тис. тонн риби, виловленої в Азовському морі в 2016 році, 35,5 тис. тонн це бички, тюлька і хамса. А ось судака, якого ще кілька років тому виловлювали сотні тонн, в 2016 році упіймали тільки 70 кілограмів.
Але причина того, що громадяни України стали менше їсти риби і морепродуктів, не тільки в скороченні внутрішнього вилову риби, а й у цінах на імпортну продукцію. За даними «Держзовнішінформу», лише в 2015 році морожена імпортна риба подорожчала на 30-40 %.
Саме в 2015 році було введено 10-відсотковий імпортний збір, який включив у перелік додатково оподатковуваних товарів рибу і рибопродукти. Але, не побачивши ефекту від нововведення, 2016 року збір скасували.
Оскільки українці не можуть собі дозволити покупку дорогої риби і морепродуктів, за останні три роки істотно скоротився імпорт в Україну форелі, лосося і тунця. Водночас більшу частину імпорту складають бюджетні сорти — мерлуза, скумбрія, сардина, кілька, хек, минтай, мойва. Також у 2016 році Україна на 43 % збільшила імпорт оселедця.
Зі зниженням обсягів вилову риби в Україні та подорожчанням імпортної продукції почало знижуватися і споживання українцями морепродуктів і риби. Якщо в 1991 році споживання риби і морепродуктів в Україні перебувало на рівні 24 кг на душу населення, в 2007 році — 14-16 кг, то в останні роки — всього 8-9 кг.
І це при тому, що Всесвітня організація охорони здоров'я рекомендує споживати на рік не менше 19,6 кг риби і рибного продукту, оскільки він є важливим джерелом жирних кислот Омега-3, вітамінів, кальцію, цинку і заліза.
Наприклад, у Японії споживання морепродуктів доходить до 70 кг на душу населення. Жителі Норвегії, Швеції, Фінляндії споживають близько 50 кг рибних продуктів, німці і французи — 25-40 кг, а жителі європейських країн — 20-30 кг.

## Торгівля
За підсумками 9 місяців 2018 року Україна експортувала 454 тонни мороженої риби на загальну суму $1 млн. В абсолютному вимірі це на 21 % більше, ніж за аналогічний період минулого року, а в грошовому — на 66,5 %. У січні-вересні 2017 року було поставлено 375 тонн на $608 тис.
Найбільшим покупцем української мороженої риби у 2018 році стала Молдова — 112 тонн на $196 тис. Також серед лідерів — Німеччина (103 тонни на $334 тис.), Угорщина (77 тонн на $194 тис.), Азербайджан (62 тонни на $94 тис.), Румунія (24 тонни на $45 тис.), Грузія (20 тонн на $56 тис.) та Білорусь (20 тонн на $26 тис.).
За підсумками 9 місяців 2017 року найбільше експортувалося цієї продукції до Білорусі (150 тонн на $196 тис.).
У розрізі товарних позицій в січні-вересні 2018 року найбільше було експортовано форелі (54 тонни на $259 тис.), коропа (29 тонн на $84 тис.), оселедця (11,6 тонни на $13 тис.) та іншої мороженої риби (319 тонн на $534 тис.).
За 2017 рік Україною було експортовано 653 тонни мороженої риби (крім рибного філе та іншого м'яса риб) на $1,08 млн.
За період січень-вересень 2018 року сума експорту готової та консервованої риби сягнула $6 млн, що на 23 % більше, ніж за 9 місяців 2017 року. Всього за цей період 2018 року на зовнішні ринки було поставлено 3,4 тис. тонн такої продукції.
Найбільше української готової риби експортувалось до Молдови — 893 тонни на $1,3 млн. Також серед лідерів: Азербайджан (458 тонн на $903 тис.), Білорусь (505 тонн на $672 тис.), Грузія (552 тонни на $590 тис.), Ізраїль (120 тонн на $378 тис.), Казахстан (213 тонн на $269 тис.) та Вірменія (264 тонни на $212 тис.).
У січні-вересні 2017 року лідерами за експортом такої української продукції так само були Молдова, Білорусь, Азербайджан та Грузія.
Загалом, у 2017 році було поставлено на зовнішні ринки 5 тис. тонн готової та консервованої риби на загальну суму $7,3 млн.

## Підприємства
- Маріупольський рибоконсервний комбінат[3]
- Керченський рибоконсервний комбінат
- Бердянський рибоконсервний комбінат
- Севастопольський рибоконсервний комбінат
- Очаківський рибоконсервний комбінат
- Рибоконсервний завод «Екватор»[4]
- Новотроїцький рибоконсервний завод[5]
- Рибоконсервний завод «Дунай»[6]
- Генічеський рибоконсервний комбінат
- Запорізький рибоконсервний завод «Атлантида»
- Скадовський рибоконсервний комбінат «Маяк»

- Інтерфлот